# Голощапов, Александр Анатольевич
Александр Анатольевич Голощапов (род. 25 января 1978, Харьков) — украинский шахматист, гроссмейстер (1999), старший тренер ФИДЕ (2015).

## Шахматная карьера
Шахматами начал заниматься в восемь лет. Окончил Харьковскую государственную академию физической культуры (шахматное отделение).
Чемпион Украины среди юношей до 20 лет (1996).
Ученик заслуженного тренера Украины Александра Вайсмана.
Участник 2-х чемпионатов мира среди юниоров (1996—1997) и 3-х личных чемпионатов Европы (2001—2003).
В составе клуба «KSK 47 Eynatten» (Бельгия) участник 4-х Кубков европейских клубов (2003—2006).
Самый высокий шахматный рейтинг в своей карьере достиг 1 июля 2013 года с результатом 2588 очков — тогда он был 25-м среди украинских шахматистов.

## Тренерская карьера
Находясь на тренерской работе, подготовил 6 гроссмейстеров, 9 международных мастеров, победителей и призёров различных национальных и международных соревнований. Среди его воспитанников много индийских шахматистов — Паримарджан Неги, Панаяппан Сетхураман, Вайбхав Сури и др.

## Изменение рейтинга
| Графики недоступны из-за технических проблем. См. информацию на Фабрикаторе и на mediawiki.org. |